# روابط اسرائیل و قزاقستان
روابط اسرائیل و قزاقستان به روابط دوجانبه میان اسرائیل و قزاقستان اشاره دارد. این دو کشور در ۱۰ آوریل ۱۹۹۲ روابط دیپلماتیک برقرار کردند. سفارت اسرائیل که اکنون در نورالسلطان (آستانه سابق) قزاقستان است در اوت ۱۹۹۲ افتتاح شد. سفارت قزاقستان در تل آویو، اسرائیل در مه ۱۹۹۶ افتتاح شد.

## تاریخ
وزیر امور خارجه قزاقستان در اوت ۲۰۰۴ با موشه کامخی، سفیر اسرائیل در ازبکستان دیدار کرد و در مورد روابط اجتماعی و اقتصادی بین کشورها و انتقال سفارت اسرائیل به آستانه (نور سلطان کنونی) گفتگو کرد.

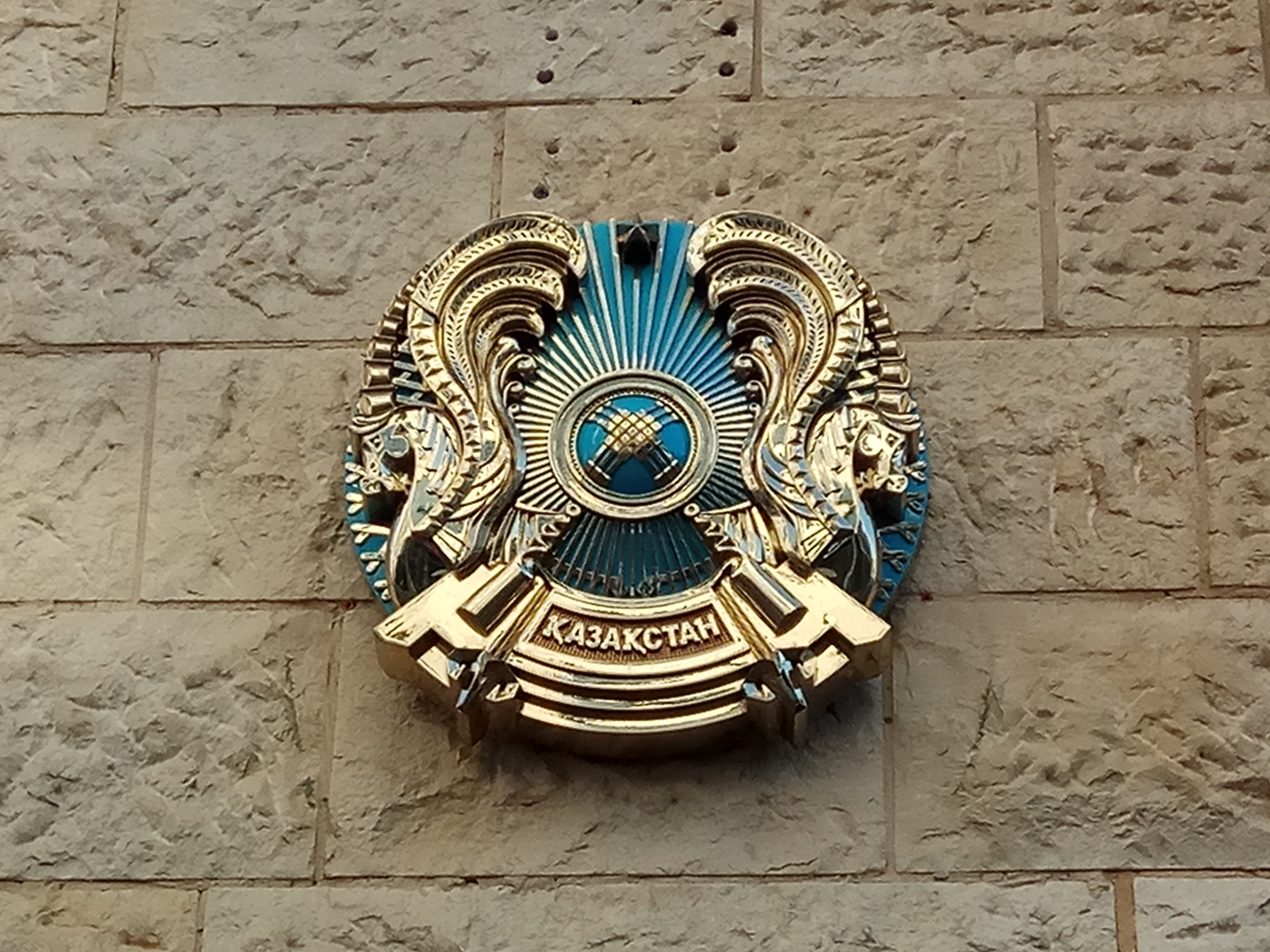
نشان قزاقستان، تل آویو

دو کشور در بخش دفاعی و اطلاعاتی ارتباط نزدیک دارند. نود و پنج کشاورز، مدیر و دانشمند قزاقستانی در اسرائیل آموزش دیده‌اند.
در ژوئن ۲۰۰۹، رئیس‌جمهور اسرائیل، شیمون پرز، به قزاقستان سفر کرد.
نخست‌وزیر اسرائیل بنیامین نتانیاهو در دسامبر ۲۰۱۶ در اجلاس تجاری قزاقستان و اسرائیل در آستانه شرکت کرد. سفر نتانیاهو به قزاقستان اولین سفر یک رئیس دولت اسرائیل بود.

## همکاری اقتصادی
بیش از ۲۵٪ خرید نفت اسرائیل از قزاقستان انجام می‌شود و قزاقستان به دنبال افزایش فروش نفت به اسرائیل است.
اسرائیل و قزاقستان مرکز نمایش آبیاری اسرائیل و قزاقستان را در منطقه آلماتی راه‌اندازی کردند.